# Доржжавын Лувсаншарав
Доржжавын Лувсаншарав (1900 — 27 июля 1941) — секретарь ЦК Монгольской народно-революционной партии (МНРП) с 1932 по 1937 гг. Генеральный секретарь ЦК МНРП с 1933 года по 1934 год. Он был из основных организаторов ожесточенных политических репрессий в Монголии. Начиная с 1937 года по 1939 год, Лувсаншарав руководил и контролировал аресты, пытки и казни более 25 тысяч «врагов революции». Он сыграл важную роль в организации политических репрессий против премьер-министров П. Гэндэна и А. Амара. В конце концов он сам стал жертвой политической чистки. Он был арестован по обвинению в контрреволюции в 1939 году и казнен в Москве в 1941 году.

## Биография

### Молодость и карьера
Лувсаншарав родился в 1900 году в аймаке Дзасагту-хана (ныне сомон Их-Уул аймака Хувсгул). В возрасте 10 лет он был отправлен в Мурэнский монастырь, чтобы стать ламой, но бежал оттуда в 1921 году. В 1925 году вступил в МНРП, вначале возглавив местную ячейку МНРП, в 1927 году поступил в партийную школу в Улан-Баторе, где он проявил себя в борьбе с «правым уклоном» среди слушателей. После учёбы в 1928—1929 гг. в Коммунистическом университете трудящихся Востока имени И. В. Сталина в Москве, он вернулся в Монголию, чтобы возглавить аймачный комитет МНРП в Хан-Тайшир-Ууле (ныне аймак Завхан).
Один из нескольких «новых левых», выдвинувшихся во время VIII съезда партии в 1930 году, Лувсаншарав вначале возглавил отдел Президиума ЦК МНРП, а затем стал членом Президиума и заместителем секретаря ЦК до тех пор, пока он не был избран одним из трёх равноправных секретарей ЦК в июне 1932 г. (Эту должность он будет занимать до 1937). С 30 июня 1933 года по 5 октября 1934 года он занимал пост первого секретаря ЦК.

### Политические репрессии в Монголии

#### Изгнание Гэндэна, 1936 год
Лувсаншарав был ярым противником премьер-министра П. Гэндэна, открыто критикуя многие его решения, он постоянно искал возможность, чтобы подорвать его влияние. Гэндэн противопоставил себя Сталину во время их встречи в Москве, отказавшись преследовать буддийскую церковь в Монголии. Он публично назвал Сталина «русским царём» и даже выбил трубку у Сталина изо рта во время приёма в посольстве Монголии. Этой возможностью воспользовался Лувсаншарав, начав резко критиковать действия премьер-министра в ЦК МНРП. В течение четырёх месяцев Гэндэн был лишен всех государственных постов и отправлен в СССР «для лечения». Он был арестован и казнен через год за контрреволюционную деятельность и шпионаж в пользу Японии.

#### Чрезвычайная комиссия, 1937—1939 годы
В 1937 Лувсаншарав провёл пять месяцев на политическом и организационном обучении в Москве. Целью обучения была подготовка Лувсаншарава для управления чистками, которые Сталин планировал начать в Монголии. 2 октября 1937 года он был назначен одним из трёх членов (вместе с министром внутренних дел Х. Чойбалсаном и министром юстиции Г. Цэрэндоржем) Комиссии по внеочередной чистке или тройки, которая руководила и контролировала аресты, расследования и показательные процессы, связанные с «ламами, шпионажем и контрреволюцией». На первом показательном процессе 18 октября 1939 г. в Центральном театре, тринадцать из четырнадцати обвиняемых были приговорены тройкой к смертной казни.
С октября 1937 по апрель 1939 года тройка Лувсаншарава расследовала 25 785 дел и осудила 20099 лиц, в том числе более 16 тысяч лам. Из высшего руководства партии были казнены 25 человек, из военного руководства — 187 человек, из 51 члена ЦК МНРП были казнены 36 человек. Хотя Лувсаншарава описывают, как «незаметного человека, который редко привлекал внимание, труса с латентными садистскими наклонностями», он стал известен как опытный «извлекатель признаний».

#### Изгнание Амара, 1939 год
К началу 1939 года Сталин стремился устранить популярного премьер-министра А. Амара, в частности, для того, чтобы расчистить путь Чойбалсана на должность премьер-министра. На встречах с советским руководством в Москве Чойбалсану было поручено обязать Лувсаншарава начать пропагандистскую кампанию против Амара. Лувсаншарав осудил Амара на расширенном заседании ЦК МНРП 6 марта 1939 года. После того как Чойбалсан поддержал обвинения, мнения внутри ЦК быстро повернулись против Амара. Он был арестован прямо во время заседания и доставлен в Москву, где 10 июля 1941 года его приговорили к смертной казни.

#### Конец чистки
Так как внутренняя оппозиция в основном была подавлена, а на восточных границах Монголии возросла угроза японской военной экспансии, Сталин приказал Чойбалсану положить чисткам конец. 20 апреля 1939 г., во время специальной конференции в МВД, и Чойбалсан и Лувсаншарав пролили фальшивые слезы сожаления о том, что чересчур усердные сотрудники МВД и ренегаты среди советских советников были привлечены для проведения чистки. Официально вина пала на заместителя министра внутренних дел Насантогтоха и советского советника Кичикова.

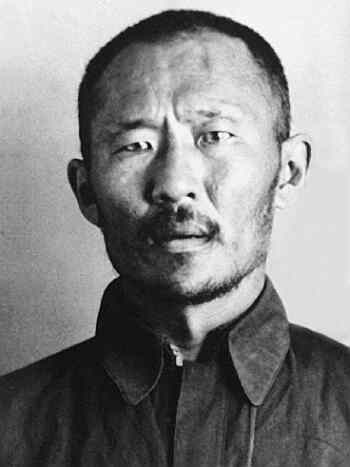
Д. Лувсаншарав, тюремная фотография, 1939 год

### Арест и смерть
Летом 1939 года большинство «приспешников» Лувсаншарава по проведению чисток, в том числе Насантогтох, Баясгалан, Дашцэвэг и Лувсандорж, было арестовано и отправлено в Москву в рамках операции по ликвидации свидетелей репрессий. 9 июля 1939 года Лувсаншарав был арестован сотрудниками Министерства внутренних дел. Обвиненный в контрреволюции, Лувсаншарав был доставлен в Москву, где его содержали в той же тюрьме, что и бывшего премьер-министра Амара. 5 июля 1941 года Военной коллегией Верховного суда СССР по обвинению в участии в контрреволюционной националистической организации он был признан виновным и 27 июля 1941 года расстрелян на полигоне «Коммунарка» под Москвой, в один день с А. Амаром, Д. Догсомом и З. Шижээ, расстрелянными там же.

## Адреса
Последний адрес: Улан-Батор, правительственная дача.

## Реабилитация
Несмотря на активную роль Лувсаншарава в проведении политических репрессий (монгольский историк Баабар считает, что советское партийное руководство видело в Лувсаншараве потенциальную замену Чойбалсану, если последний окажется не в состоянии выполнять приказы Москвы по политическим репрессиям), он специальной комиссией, созданной при Президиуме Великого Народного Хурала для расследования политических репрессий 1930-х и 1940-х годов, рассматривался как жертва и был реабилитирован в 1962 году.